# 小行星1785
小行星1785（1785 Wurm）是一颗围绕太阳公转的小行星。1941年2月15日，卡爾·威廉·萊茵姆特在海德堡发现了此天体。
該小行星以德國天體物理學家卡爾·沃姆（Karl Wurm）命名。
这颗小行星的绝对星等为246.95660等。